# Skala Karnofsky’ego
Skala Karnofsky’ego (skala sprawności Karnofsky’ego, ang. Karnofsky score) – skala pozwalająca określić stan ogólny i jakość życia pacjenta z chorobą nowotworową kwalifikowanego do chemioterapii bądź radioterapii. Skala ma rozpiętość od 100 do 0, gdzie 100 oznacza stan idealny, a 0 – śmierć. Skalę opracowali David A. Karnofsky i Joseph H. Burchenal w 1949 roku.
| Stopień sprawności | Opis |
| ------------------ | --- |
| 100                | Stan prawidłowy, brak dolegliwości i objawów choroby                                                                   |
| 90                 | Stan prawidłowej aktywności, niewielkie dolegliwości i objawy choroby                                                  |
| 80                 | Stan niemal pełnej aktywności (wymaga pewnego wysiłku); niewielkie dolegliwości i objawy choroby                       |
| 70                 | Stan niemożności wykonywania pracy lub prawidłowej aktywności, przy zachowanej zdolności do samoobsługi                |
| 60                 | Stan wymagający okresowej opieki, przy zachowanej zdolności do samodzielnego spełniania większości codziennych potrzeb |
| 50                 | Stan wymagający częstej opieki i częstych interwencji medycznych                                                       |
| 40                 | Stan niewydolności i konieczność szczególnej opieki                                                                    |
| 30                 | Stan poważnej niewydolności, wskazania do hospitalizacji                                                               |
| 20                 | Stan poważnej choroby, bezwzględna konieczność hospitalizacji i prowadzenia leczenia wspomagającego                    |
| 10                 | Stan gwałtownego narastania zagrożenia życia                                                                           |
| 0                  | Zgon |